# Borda Castèth
La Borda Castèth és una obra d'Es Bòrdes (Vall d'Aran) inclosa a l'Inventari del Patrimoni Arquitectònic de Catalunya.

## Descripció
Escala orientada al nord-est que dona accés a la primera planta de la bòrda. L'escala s'assenta en una base feta en pedra del país. Els graons es disposen en grans lloses de pissarra. La porta d'accés al paller s'ha situat en la part anomenada penau i es troba perpendicular a la capièra del llosat. La llinda rectangular de la porta construïda mitjançant una biga de fusta recolzada els seus extrems en el marc de fusta de l'obertura.